# Quartier de Bercy
Quartier de Bercy är Paris 47:e administrativa distrikt, beläget i tolfte arrondissementet. Distriktet är uppkallat efter château de Bercy, ett slott uppfört 1658–1715 efter ritningar av François Le Vau och Jacques de La Guépière för Charles-Henri I. de Malon de Bercy, som var Ludvig XIV:s finansminister. Slottet revs år 1861.
Tolfte arrondissementet består även av distrikten Bel-Air, Picpus och Quinze-Vingts.

## Sevärdheter
- Parc de Bercy
- Bercy Village
- Cinémathèque française
- Palais Omnisports de Paris-Bercy

## Bilder
| - De fyra administrativa distrikten i Paris tolfte arrondissement. - Parc de Bercy. - Bercy Village. |

## Kommunikationer
- Tunnelbana – linje  – Cour Saint-Émilion